# Yazdrūd
Yazdrūd (persiska: يَزدِه رود, يزدرود, يِزدِهرود, Yazdeh Rūd) är en ort i Iran.   Den ligger i provinsen Qazvin, i den nordvästra delen av landet, 170 km väster om huvudstaden Teheran. Yazdrūd ligger 1 428 meter över havet och antalet invånare är 170.
Terrängen runt Yazdrūd är kuperad åt sydväst, men åt nordost är den platt. Runt Yazdrūd är det ganska glesbefolkat, med 29 invånare per kvadratkilometer. Närmaste större samhälle är Shīrāzak, 7,3 km sydost om Yazdrūd. Trakten runt Yazdrūd består i huvudsak av gräsmarker.